# Cantón de Bailén
El cantón de Bailén fue un cantón proclamado en la localidad española de Bailén (provincia de Jaén) el 22 de julio de 1873 durante la Primera República Española. Formó parte de la rebelión cantonal iniciada por el «Cantón Murciano» proclamado en Cartagena diez días antes. Fue uno de los cuatro cantones que se proclamaron en Jaén (junto con el cantón de Andújar, el cantón de Arjona y el cantón de Linares). Los intentos de proclamar el «cantón de Jaén» en la capital de la provincia y en Úbeda fracasaron.

## Historia
Con el nombre de «Cantón de Jaén», lo proclamó el brigadier Mariano Peco Caño, originario de La Mancha, que el día anterior había firmado en Despeñaperros el Manifiesto «A los federales de Andalucía», en el que arremetía contra el gobierno «centralizador» y pedía «la inmediata formación de los Estados confederados» de los que formaría parte el «Estado Andaluz». A Peco le acompañaba el republicano federal «intransigente» Antonio de las Casas Genestroni, quien al día siguiente de la proclamación del «Cantón de Jaén» en Bailén, proclamó el cantón de Andújar, localidad de la que era diputado.
Peco y Casas Genestroni iban recorriendo la provincia de Jaén para formar juntas revolucionarias y conseguir dinero para sostener la insurrección (algunas crónicas les acusaron de haber cometido actos de pillaje). A ellos se les unió el también diputado «intransigente» León Merino, que anduvo con una partida por la zona de Almuradiel, llegando a Venta de Cárdenas, en la provincia de Ciudad Real.
Mariano Peco con su partida siguió transitando por la provincia en busca de apoyos y de recursos y destrozando las líneas férreas y telegráficas. Pero pronto comenzó a perder efectivos, descontentos porque no les pagaban el dinero prometido. El 6 de agosto se presentaron en La Carolina, siendo rechazados ―el alcalde afirmó: «a mi lado se halla dispuesto [el pueblo] á rechazarlos y sostener los acuerdos de la Asamblea [Nacional]»―. Lo mismo les sucedió al día siguiente en Linares, cuyo cantón hacía unos días que había sido disuelto. Poco después se deshacía la partida. A mediados de agosto la tranquilidad y el orden habían sido restablecidos en toda la provincia de Jaén.